# Molophilus infantulus
Molophilus infantulus là một loài ruồi trong họ Limoniidae. Chúng phân bố ở miền Australasia.